# Étudiant travailleur-paysan-soldat
 (mars 2025).
Si vous disposez d'ouvrages ou d'articles de référence ou si vous connaissez des sites web de qualité traitant du thème abordé ici, merci de compléter l'article en donnant les références utiles à sa vérifiabilité et en les liant à la section « Notes et références ».
 (mars 2025).

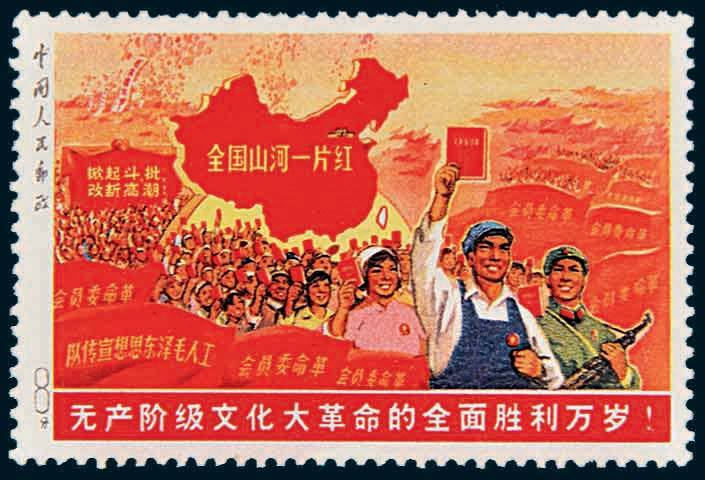
Timbre de la révolution culturelle

Les étudiants ouvriers-paysans-soldats (chinois : 工农兵学员 ; pinyin : Gōngnóngbīng xuéyuán) sont des étudiants chinois qui sont entrés à l'université entre 1970 et 1976, pendant la dernière partie de la Révolution culturelle (1966-1976). Ils ont été admis non pas pour leurs qualifications académiques, mais plutôt pour leur expérience professionnelle en tant qu'ouvriers, paysans ou soldats, favorisés par le Parti communiste chinois dans le cadre des « Cinq catégories rouges » et ont bénéficié d'une discrimination positive pendant la Révolution culturelle. Personne n'était admis directement à la sortie de l'école secondaire sans expérience professionnelle préalable.
En 1977, après la mort du président Mao Zedong, le programme Travailleur-Paysan-Soldat a pris fin lorsque Deng Xiaoping a rétabli l'examen national d'entrée dans l'enseignement supérieur, qui permettait à nouveau aux diplômés de l'enseignement secondaire d'entrer dans les universités sans avoir à travailler au préalable.

## Etudiants connus
- Xi Jinping, secrétaire général du Parti communiste chinois (depuis 2012), a étudié à l'université de Tsinghua en tant qu'étudiant ouvrier-paysan-soldat[2].
- Zhao Leji (赵乐际 ; 1957) est un haut dirigeant du Parti communiste chinois et le secrétaire de la Commission centrale d'inspection de la discipline, a étudié à l'université de Pékin.
- Wang Qishan (王岐山 ; 1948) est membre du Comité permanent du Politburo de 2012 à 2017 et a été secrétaire de la Commission centrale d'inspection de la discipline et vice-président de la Chine (2018-2023) ; il a étudié à l'Université du Nord-Ouest.